# Francesc de Paula Oller i Simón

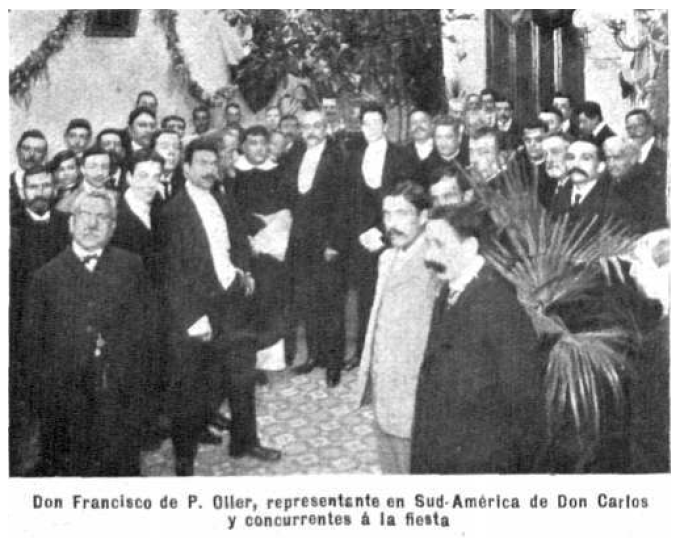
Francesc de P. Oller amb altres carlins de l'Argentina l'any 1905

Francesc de Paula Oller i Simón (Barcelona, 17 de febrer de 1860 - Buenos Aires, 1941) fou un escriptor, periodista i publicista carlí català.

## Biografia
Va néixer al carrer de la Riereta de Barcelona, fill de Manuel Oller Pallarol (1810-1888) i de Concepció Simón Romanich (1824-1883), ambdós barcelonins. Amb catorze anys ingressà a l'exèrcit carlí durant la Tercera Guerra Carlina. El 1875 va intervindre en el setge a la Seu d'Urgell i fou fet presoner per les tropes del general Martínez Campos.
Fou redactor i col·laborador en diversos diaris carlins. El 1883 va fundar el setmanari en català Lo Crit de la Patria i pels seus articles va ser condemnat el 1887 a quatre mesos de presó i a set mesos l'any següent. Com a director d'aquest periòdic, va enviar, amb altres directors catalans de premsa carlina com Marià de Rocafiguera, Josep de Palau i d'Huguet i Jacint de Macià, una súplica a Carles de Borbó i Àustria-Este perquè restablís la unitat dels carlins reafirmant la Unitat catòlica d'Espanya «amb totes les seves conseqüències d'efectiva coerció», tal com era aplicada pel seu avantpassat el rei Felip II.
Lo Crit de la Patria s'adherí l'any 1888 a l'escissió integrista de Ramón Nocedal mentre es trobava a presó Oller, qui va considerar que havia estat traïda la seva línia i va romandre fidel a Don Carles. Posteriorment va fundar i dirigir Lo Crit d'Espanya (1889-1892), La Carcajada (1891-1892) i la revista mensual polític-militar il·lustrada El Estandarte Real (1889-1892), totes elles publicades a Barcelona.
El 1892 es va traslladar a l'Argentina i s'establí a Buenos Aires, on seria el representant de Don Carles i Don Jaume i el delegat de la Comunió Tradicionalista a l'Amèrica del Sud durant més de quaranta anys. Ràpidament va liderar els carlins argentins, fent que mantinguessin encès el seu fervor per la causa tradicionalista. El 1898 es va fundar per iniciativa seva el periòdic il·lustrat porteny El Legitimista Español, del qual en va ser director. En les pàgines d'aquest periòdic van col·laborar els més destacats pensadors del tradicionalisme monàrquic espanyol, amb articles referents a la marxa del moviment carlista a Espanya i a l'activitat política desenvolupada a Buenos Aires pels refugiats carlins.
El 1915 va fundar la revista España, portaveu de la Comunió Tradicionalista a Buenos Aires, que va durar fins 1929. L'any 1917 participà en la fundació del Círcol Jaumista de Buenos Aires. Posteriorment va impulsar les publicacions Monarquía Española (1931-1932), Boina Roja (1934-1936), El Boletín Tradicionalista (1938-1940) i El Requeté (1938-1943). Va ser president d'honor del Cèrcol Tradicionalista de Buenos Aires.

## Obres
- Combates del corazón: drama en dos actos y en prosa (1884)
- Carlos V. Estudio biográfico por un contemporáneo (1885)
- La España carlista: retrato de los partidarios de Don Carlos por sus detractores, etc (1885)
- Episodios tradicionalistas (1886)
- Album de personajes carlistas (1887)
- Ramillete de Flores Republicanas ofrecido a Don Carlos en su reciente viaje a las Américas (1887)